# نائب دييل

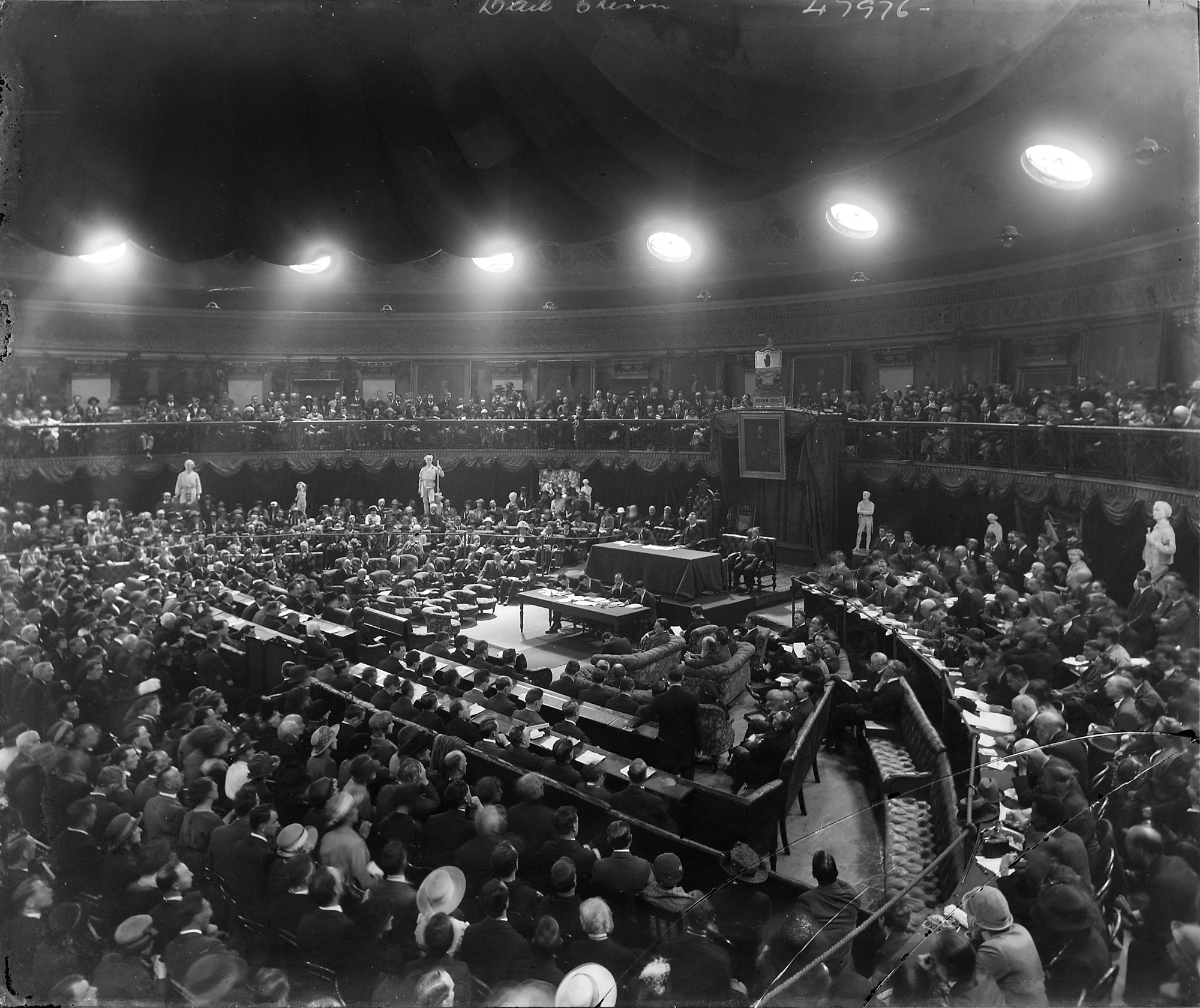

نائب دييل هو عضو في مجلس أيرلندا، مجلس النواب في البرلمان الوطني في جمهورية أيرلندا. وهو يعادل مصطلحات مثل عضو البرلمان أو عضو الكونغرس المستخدمة في البلدان الأخرى. الترجمة الرسمية للمصطلح هي «نائب دييل»، على الرغم من أن الترجمة الحرفية هي «مندوب الجمعية». 

## ملخص
للأغراض الانتخابية، تم تقسيم جمهورية أيرلندا إلى مناطق تُعرف بالدوائر الانتخابية، وتنتخب كل منها ثلاثة أو أربعة أو خمسة دوائر انتخابية. بموجب الدستور، يجب أن يمثل كل 20.000 إلى 30.000 شخص بنقطة واحدة على الأقل. يجب أن يكون المرشح ليصبح نائب دييل مواطنًا أيرلنديًا وأن يزيد عمره عن 21 عامًا.
حتى الحادي والثلاثين من ديل (2011-2016)، زاد عدد النواب إلى 166. انتخبت الانتخابات العامة لعام 2016 158 نائبًا، بتخفيض قدره 8، وفقًا لمرور قانون الانتخاب (التعديل) (الدوائر الانتخابية دييل) لعام 2013. تم انتخاب مائة وتسعة وخمسين نائبًا في الدورة 33 في الانتخابات العامة لعام 2020 التي عقدت في 8 فبراير.